# Nuttallanthus texanus
Nuttallanthus texanus är en grobladsväxtart som först beskrevs av Scheele, och fick sitt nu gällande namn av David A. Sutton. Nuttallanthus texanus ingår i släktet indiansporrar, och familjen grobladsväxter. Inga underarter finns listade i Catalogue of Life.